# Gustav Mayer
Pour les articles homonymes, voir Mayer.
Gustave Mayer (né le 4 octobre 1871 à Prenzlau et mort le 21 février 1948 à Londres) est un journaliste et historien allemand du mouvement ouvrier.

## Biographie
Gustav Mayer, qui grandit dans une famille de marchands juifs, étudie l'histoire et l'économie et obtient son doctorat en 1893 en tant qu'économiste social à Bâle avec une thèse sur Lassalle. De 1896 à 1906, Mayer travaille comme correspondant étranger pour le Frankfurter Zeitung en Hollande, en Belgique et en France.
Politiquement, Mayer sympathise avec l'aile révisionniste du Parti social-démocrate d'Allemagne, mais n'est pas membre du parti.
Après son travail de journaliste, Mayer est professeur à Bruxelles pendant une courte période. À partir de 1906, son mariage avec Henriette "Flora" Wolff (1882-1963), issue d'une famille aisée, lui permet de poursuivre une seconde carrière d'érudit privé et d'historien. Mayer devient l'un des premiers historiens du mouvement ouvrier allemand. Cependant, sa tentative d'habilitation à l'Université de Berlin en 1918 échoue en raison de l'opposition de l'historien conservateur national Dietrich Schäfer. Ce n'est qu'en 1919 que le ministre social-démocrate de l'Éducation, Konrad Haenisch, lui confie une chaire extraordinaire d'histoire de la démocratie et du socialisme à l'université de Berlin, contre la volonté de la faculté de philosophie.
Mayer écrit plusieurs biographies de dirigeants du mouvement ouvrier allemand et édite plusieurs volumes de documents sur l'histoire du mouvement ouvrier. En particulier, sa biographie en deux volumes de Friedrich Engels est toujours considérée comme un ouvrage de référence important. Après sa destitution à la suite de la « prise du pouvoir » national-socialiste en 1933, il émigre aux Pays-Bas et en 1936 en Grande-Bretagne, où il vit jusqu'à sa mort.
Son héritage est à l'Institut international d'histoire sociale à Amsterdam.

## Travaux
- Johann Baptist von Schweitzer und die Sozialdemokratie. Ein Beitrag zur Geschichte der deutschen Arbeiterbewegung. Gustav Fischer, Jena 1909 (Reprint Detlev Auvermann, Glashütten im Taunus 1970).
- Friedrich Engels. Eine Biographie Band 1: Friedrich Engels in seiner Frühzeit. Band 2: Engels und der Aufstieg der Arbeiterbewegung in Europa. 2. Auflage. Martinus Nijhoff, Haag 1934/1934 (Erstausgabe 1920; 1933 eingestampft).
- Ferdinand Lassalle: Nachgelassene Briefe und Schriften. Hrsg. von Gustav Mayer. 6 Bde., Deutsche Verlagsanstalt, Berlin 1921–1925, Historische Kommission München.
- Bismarck und Lassalle. Ihr Briefwechsel und ihre Gespräche. J. H. W. Dietz Nachf., Berlin 1928.
- Erinnerungen. Vom Journalisten zum Historiker der deutschen Arbeiterbewegung. Europaverlag, Zürich 1949.
- Radikalismus, Sozialismus und bürgerliche Demokratie. Hrsg. und mit einem Nachwort versehen von Hans-Ulrich Wehler. Suhrkamp Verlag, Frankfurt am Main 1969 (edition suhrkamp 310).